# Тяжа
Тяжа — река в России, протекает по территории Муезерского района Карелии. Впадает на высоте 170,7 м над уровнем моря в Воттозеро в 11 км от деревни Гимолы. Длина реки — 25 км, площадь водосборного бассейна — 78,6 км².
Река берёт начало из озера Кейвотто на высоте 265,5 м над уровнем моря.

## Данные водного реестра
По данным государственного водного реестра России относится к Балтийскому бассейновому округу, водохозяйственный участок реки — Свирь (включая реки бассейна Онежского озера), речной подбассейн реки — Свирь (включая реки бассейна Онежского озера). Относится к речному бассейну реки Нева (включая бассейны рек Онежского и Ладожского озера).
Код объекта в государственном водном реестре — 01040100212102000015079.